# Massalongiaceae
Massalongiaceae Wedin, P.M. Jørg. & E. Wiklund – rodzina grzybów z rzędu pawężnicowców (Peltigerales).

## Systematyka
Pozycja w klasyfikacji według Index FungorumPeltigerales, Lecanoromycetidae, Lecanoromycetes, Pezizomycotina, Ascomycota, Fungi.
RodzajeWedług aktualizowanej klasyfikacji Index Fungorum bazującej na Dictionary of the Fungi do rodziny tej należą rodzaje:
- Leptochidium M. Choisy 1952
- Massalongia Körb. 1855
- Polychidium (Ach.) Gray 1821[2].

Nazwy naukowe według Index Fungorum.